# 永济北站
永济北站位於中华人民共和国山西省永济市张营镇丰乐庄村，是大西高速铁路上的高铁站，于2014年7月1日启用营运，由中国铁路太原局集团侯马车务段管辖。本站是全国少数有始发进京列车的县级车站。

## 歷史
- 2014年7月1日，隨著大西客運專線太原－西安段通車啟用。[5]
- 2022年1月6日，永济北站出站口闸机检出严重急性呼吸系统综合征冠状病毒2阳性。当地已采取紧急措施，防范2019冠状病毒病。[6]

## 车站结构
建築外觀採用唐式風格，以青磚、紅柱、灰瓦、白牆四大盛唐建築色彩作為站體主色調。
本站布局为2台4线。
| 北↑ |      |                                                            |  |
|     | 侧式 |                                                            |  |
|     | 2    | 到发线                                                     |  |
| Ⅱ道 | 无   | （大荔站）大西高速铁路 上行正线 往怀仁东站方向（运城北站） |  |
| Ⅰ道 | 无   | （大荔站）大西高速铁路 下行正线 往西安北站方向（运城北站） |  |
|     | 1    | 到发线                                                     |  |
|     | 侧式 |                                                            |  |
| 南↓ | 站房 | 进出站、接驳交通                                           |  |

## 車站周邊
车站周边较为荒凉，被农田包围，仅有一条道路。

## 外部連結
- 中国铁路客户服务中心 （页面存档备份，存于）